# مارياستاد
مارياستاد (بالسويدية: Mariestad)، مدينة سويدية تقع على الضفة الشرقية لبحيرة فَنِرن أكبر بحيرات السويد. المدينة مركز بلدية تحمل الاسم نفسه وتقع في شمال مقاطعة فستريوتلاند. بلغ عدد السكان 15,591 نسمة في عام 2010.

## أعلام
- هيلينا بيهل
- آدم فيرنر
- توماس هوجستدت
- بيرغيتا أندرسون
- مارجيت بورغ